# Narciso (football)
Pour les articles homonymes, voir Narciso.
Narciso dos Santos, plus connu sous le nom de Narciso (né le 23 décembre 1973 à Neópolis au Sergipe), est un joueur de football international brésilien, qui évoluait au poste de milieu de terrain, avant de devenir entraîneur.

## Biographie

### Carrière de joueur

#### Carrière en sélection
Avec l'équipe du Brésil, il dispute 8 matchs entre 1995 et 1998. Il figure notamment dans le groupe des sélectionnés lors de la Copa América de 1995.
Il participe également aux JO de 1996 à Atlanta, ainsi qu'à la Gold Cup de 1996.

## Palmarès
| Santos - Championnat du Brésil (1) : - Champion : 2004. - Copa CONMEBOL (1) : - Vainqueur : 1998. - Tournoi Rio-São Paulo (1) : - Vainqueur : 1997. |  | \| Brésil olympique - Jeux olympiques : - Bronze : 1996. \| \| Brésil - Copa América : - Finaliste : 1995. - Gold Cup : - Finaliste : 1996. \| |
| Brésil olympique - Jeux olympiques : - Bronze : 1996.                                                                                               |  | Brésil - Copa América : - Finaliste : 1995. - Gold Cup : - Finaliste : 1996.                                                                   |